# Stanisław Frąckowiak
Stanisław Frąckowiak (ur. 29 lipca 1943) – polski aktor teatralny i filmowy.

## Życiorys
Absolwent Państwowej Wyższej Szkoły Teatralnej w Krakowie (1965). Był członkiem zespołów teatralnych: Teatru Polskiego we Wrocławiu (1965-1968), Bałtyckiego Teatru Dramatycznego w Koszalinie (1969), Teatru im. Adama Mickiewicza w Częstochowie (1969-1972), Teatru Polskiego w Bydgoszczy (1972-1974), Teatru Wybrzeże w Gdańsku (1974-1978) oraz Teatru Popularnego w Warszawie (1978-1981). Wystąpił również w czterech spektaklach Teatru Telewizji (1974-1979) oraz dwóch audycjach Teatru Polskiego Radia (1976-1977).

## Filmografia[1]
- Album polski (1970)
- Człowiek z marmuru (1974) - towarzysz z Warszawy
- Struny (1977) - inżynier Stefan Łotocki
- Prawo Archimedesa (1977) - wyczytujący zawodników na starcie maratonu
- Królowa pszczół (1977) - ojciec Roberta
- Operacja Himmler (1979) – sturmbannführer Alfred Naujocks, dowódca prowokacji gliwickiej
- Zajęcia dydaktyczne (1980) - lekarz Andrzej, kolega Teresy
- Pałac (1980) - jaśnie pan i lokaj Jan
- Debiutantka (1980) - działacz partyjny
- Dom (1982) - redaktor tv, szef Mundka (odc. 11)